# Millennial whoop

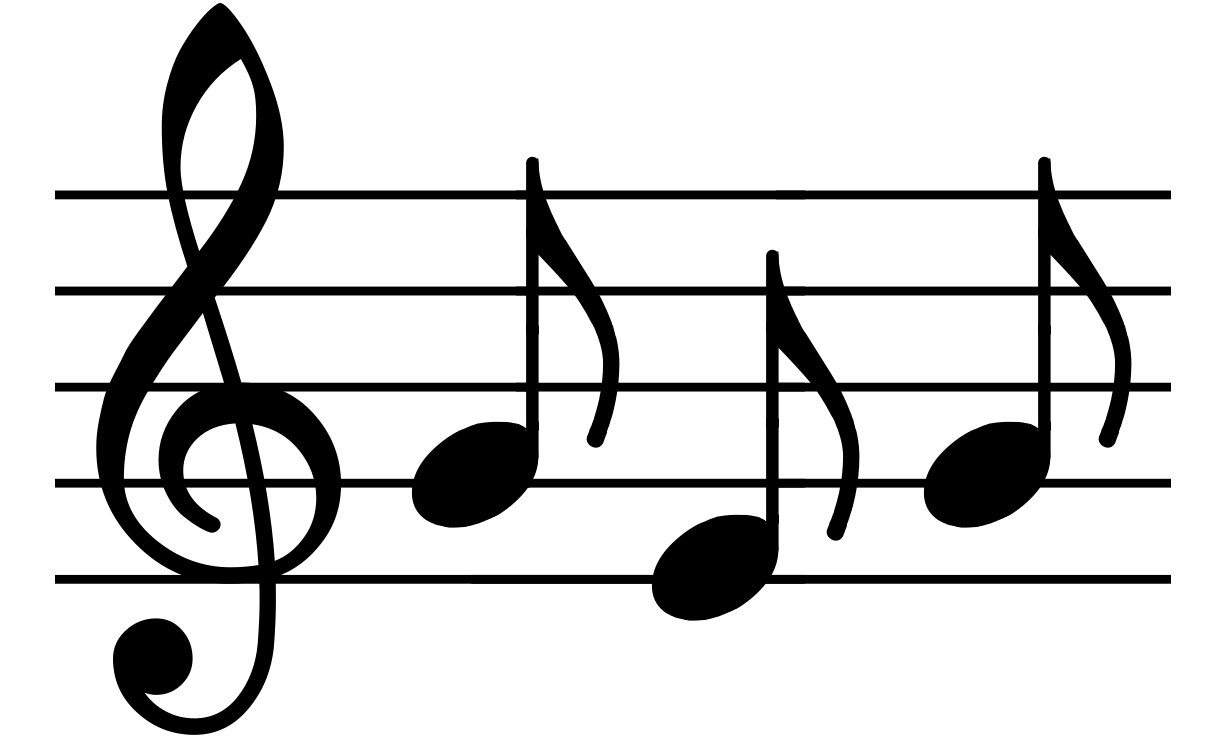
Le motif musical surnommé « millenial whoop ».

Millenial whoop est le nom donné à un effet vocal massivement employé dans la musique pop des années 2010, qui consiste à employer un motif répétitif à partir des syllabes « Wa » et « Oh » placées sur la cinquième et la troisième note de la gamme majeure,,.

## Origine
Le terme a été proposé par le musicien Patrick Metzger, qui en a fait une description sur un blog du site The Patterning, en août 2016. Bien que cet effet connaisse son pic de popularité au cours des années 2000 et 2010, l'auteur suggère qu'il a sans doute toujours existé et cite pour exemples quelques titres des années 1980 : Tarzan Boy (Baltimora), Wings of a Dove (Madness), Jungle Love (Morris Day and the Time), et même le hit Video Killed the Radio Star (The Buggles), de 1979, qui utilisent des intervalles différents mais en  employant les mêmes syllabes.

## Exemples

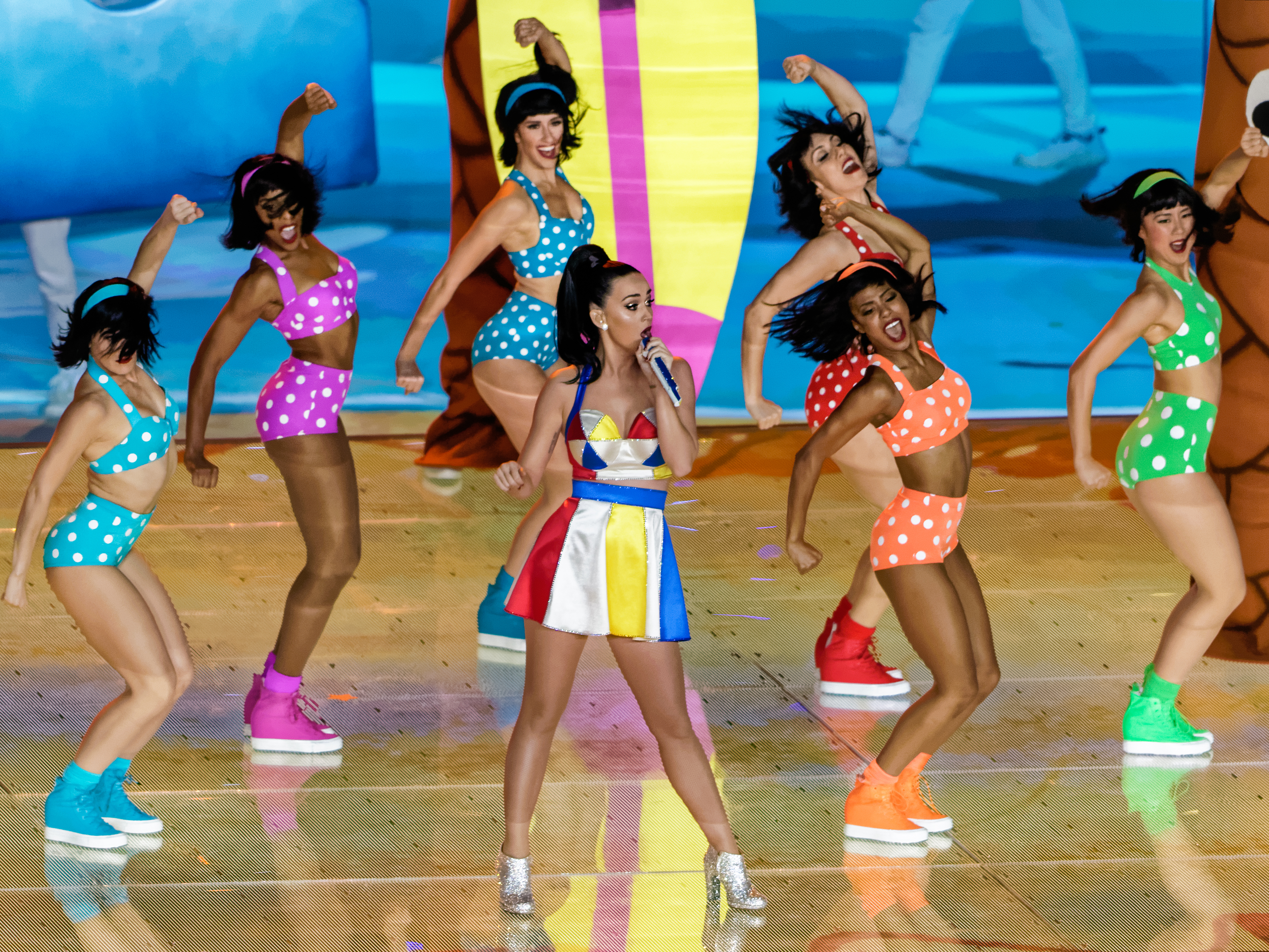
Katy Perry chantant California Gurls lors du Super Bowl XLIX.

Parmi les artistes recourant au millenial whoop, on peut citer Katy Perry (California Gurls), One Direction (Heart Attack et Live While We're Young), Justin Bieber (Baby), Kings of Leon (Use Somebody), The Lonely Island, Will.i.am, Fall Out Boy, Owl City (Good Time), BOY (Little Numbers), Tove Lo (Habits), Fall Out Boy (She’s My Winona), Rebecca Black (Sing It), Green Day (Are We the Waiting), Carly Rae Jepsen, Chris Brown (Turn Up the Music), Aurora (Running with the wolves), Of Monsters And Men (Mountain Sound), Frank Ocean (Ivy), Demi Lovato (I Really Don’t Care), The Rasmus (In the Shadows) Chvrches (The Mother We Share), Alejandro Sanz (Looking for Paradise (featuring Alicia Keys)), The Head and the Heart (Down in the Valley), Stonefox (All I Want) et Andy Grammer (Forever,).